# Ptilophora
Ptilophora is een geslacht van vlinders van de familie tandvlinders (Notodontidae), uit de onderfamilie Notodontinae.

## Soorten
- P. jezoensis Matsumura, 1920
- P. kashgara Moore, 1878
- P. nohirae Matsumura, 1920
- P. plumigera

Pluimspinner Denis & Schiffermüller, 1775